# سائق سيارة أجرة (فلم)
سائق سيارة أجرة (بالكورية: 택시운전사) فيلم دراما كوري جنوبي من إخراج جانغ هون، وبطولة سونغ كانغ هو وتوماس كريتشمان. الفيلم مبني على أحداث حقيقية عن سائق أُجرة كوري يُساعد مُراسل ألماني بتغطية انتفاضة غوانغجو في الثمانينات. واختير الفيلم ليكون ممثل كوريا الجنوبية في جائزة الأوسكار لفئة أفضل فيلم بلغة أجنبية.

## الممثلون
- سونغ كانغ هو بدور كيم مان سوب.
- توماس كريتشمان بدور بيتر.
- ريو جون يول

## روابط خارجية
- مقالات تستعمل روابط فنية بلا صلة مع ويكي بيانات